# Som (moneta)
Nell'Unione sovietica, i parlanti kazako, kirghiso e usbeko chiamavano il rublo som, e questo nome era stampato sul rovescio delle banconote assieme al testo delle altre 14 lingue ufficiali dell'Unione. 
La parola som significa "puro" in kazako, kirghiso e usbeko, ed anche in diverse altre lingue turche. 
La parola sottintende oggi "oro puro", mentre in epoca tardomedioevale era riferita alla purezza della verga d'argento la cui circolazione si spingeva sino alle aree danubiane, attraverso le colonie (emporii) commerciali genovesi. Il "sommo" sussistette sia come moneta di conto che sotto forma, quindi, di verghe d'argento, in sostituzione della valuta dell'Orda d'Oro e delle altre Orde (dirham e dang, "aspri" e "tangi") usata in ambito locale, e a completamento del circolante in rame (con picco nel sec. XIII).
Attualmente il nome "Som" è utilizzato per il som kirghizo ed il som uzbeco.